# 2516 Roman
2516 Roman è un asteroide della fascia principale. Scoperto nel 1964, presenta un'orbita caratterizzata da un semiasse maggiore pari a 2,2791302 au e da un'eccentricità di 0,1651747, inclinata di 1,09343° rispetto all'eclittica.
L'asteroide è dedicato all'astronoma Nancy Grace Roman.
Nel 2019 ne è stata ipotizzata la probabile natura binaria, senza tuttavia assegnare un nome pur provvisorio al satellite. Le due componenti del sistema, distanti tra loro 7,3 km, avrebbero dimensioni di circa 4,3 km e 990 m. Il satellite orbiterebbe attorno al corpo principale in 16,22 ore.